# Соколовець
Соколовець (пол. Sokołowiec, нім. Falkenhain) — село в Польщі, у гміні Свежава Злоторийського повіту Нижньосілезького воєводства.
Населення — 688 осіб (2011).
У 1975-1998 роках село належало до Єленьоґурського воєводства.

## Демографія
Демографічна структура станом на 31 березня 2011 року:
|          | Загалом | Допрацездатний вік | Працездатний вік | Постпрацездатний вік |
| -------- | ------- | ------------------ | ---------------- | -------------------- |
| Чоловіки | 355     | 74                 | 255              | 26                   |
| Жінки    | 333     | 57                 | 206              | 70                   |
| Разом    | 688     | 131                | 461              | 96                   |